# 115
El año 115 (CXV) fue un año común comenzado en lunes del calendario juliano, en vigor en aquella fecha.
En el Imperio romano el año fue nombrado el del consulado de Mesala y Vergiliano o menos comúnmente, como el 868 ab urbe condita, siendo su denominación como 115 a principios de la Edad Media, al establecerse el Anno Domini.

## Acontecimientos
- El papa Sixto I sucede a Alejandro I.
- 13 de diciembre: en Antioquía (Turquía), se registra un terremoto de 7,5, dejando un saldo de 260.000 muertos. También se registra un tsunami.[1]
- Comienzo de la guerra de Kitos, segunda de las guerras judeo-romanas.
- El papa Sixto I sucede a Alejandro I.

## Nacimientos
- Pausanias, geógrafo griego (fecha probable).

## Fallecimientos
- Alejandro I, papa.